# Ban Ki-moon
Ban Ki-moon (født 13. juni 1944) (koreansk:반기문) er en sydkoreansk diplomat, som var den ottende generalsekretær for de Forenede Nationer fra januar 2007 til december 2016. Før han blev generalsekretær, var Ban en karrierediplomat i Sydkoreas udenrigsministerium og i FN-systemet. Han indtrådte i den diplomatiske tjeneste året efter han blev færdiguddannet fra universitet og modtog sin første post i New Delhi i Indien.
Han fik en bachelorgrad på Seoul nationaluniversitet fra 1970 og en mastergrad på Harvard universitet i Boston. Han er gift og har en søn og to døtre. Ved en uofficiel afstemning fik han opbakning fra de fem permanente medlemmer i Sikkerhedsrådet til den 1. januar 2007 at efterfølge Kofi Annan som FNs generalsekretær. Ved det officielle valg d. 9. oktober blev han da også valgt som afløser. Den 14. december blev den tidligere sydkoreanske udenrigsminister taget i ed af FN's generalforsamling som ny FN-generalsekretær fra 1. januar 2007. Ceremonien blev forrettet af formanden for generalforsamlingen, Haya Rashad al-Khalifa fra Bahrain.